# NaissanceE
NaissanceE est un jeu vidéo de plates-formes et de réflexion développé et édité par le studio français Limasse Five, sorti en 2014 sur Windows.

## Accueil
NaissanceE reçoit des critiques plutôt positives, avec un score Metacritic de 66/100 sur une base de 12 critiques.
Notant le jeu 18/20, le journaliste de Jeuxvideo.com estime que NaissanceE « conjugue l'audace et l'expérimentation visuelle à un gameplay efficace », louant également son design et sa direction artistique.
Plus sévère avec 6/10, Gameblog lui reproche principalement un mauvais placement des checkpoints provoquant une grande frustration, mais relève tout de même la beauté du jeu et son immersion.